# Samba le grand
Samba le grand es una película del año 1977.

## Sinopsis
Las aventuras de un héroe legendario que, deslumbrado por la belleza de una princesa, pide su mano. Ésta le impone varias pruebas de las que sale airoso, pero todavía tiene que demostrar su valentía. ¿Conseguirán los dos jóvenes reunirse?